# Métallicité
Pour les articles homonymes, voir Métal (homonymie).
En astrophysique, la métallicité d'un objet astronomique est la fraction de sa masse qui n'est pas constituée d'hydrogène ou d'hélium. La métallicité quantifie l'importance des processus nucléosynthétiques dans l'origine de la matière constituant l'objet considéré (étoile, milieu interstellaire, galaxie, quasar). L'indice de métallicité (souvent appelé simplement métallicité), [M/H] ou [Fe/H], véhicule sensiblement la même information sous une autre forme.
Le nom métallicité vient du fait qu'en astrophysique on qualifie de métaux (ou d'éléments lourds) tous les éléments chimiques plus « lourds » que l'hélium (les éléments de numéro atomique supérieur à 2). L'intérêt porté à ces éléments vient de ce que, d'une part ils sont peu abondants à l'échelle de l'Univers (un à quelques pour cent en masse, contre 74 % pour l'hydrogène et 23 à 25 % pour l'hélium), d'autre part ils ont été formés différemment (nucléosynthèse stellaire).
La métallicité est ordinairement notée Z. Les fractions massiques de l'hydrogène et de l'hélium étant notées X et Y, ces trois nombres vérifient la relation X + Y + Z = 1.

## Indice de métallicité

### Indice [M/H]
Au lieu de la métallicité {\displaystyle Z} on utilise souvent l'indice de métallicité {\displaystyle \mathrm {[M/H]} } (souvent dénommé simplement métallicité), fondé sur une comparaison avec le Soleil :
{\displaystyle \mathrm {[M/H]} =\log _{10}{\frac {N_{\mathrm {M} }/N_{\mathrm {H} }}{(N_{\mathrm {M} }/N_{\mathrm {H} })_{\odot }}}}
où {\displaystyle N_{\mathrm {M} }/N_{\mathrm {H} }} désigne le rapport des abondances atomiques des métaux et de l'hydrogène dans l'objet considéré, et {\displaystyle (N_{\mathrm {M} }/N_{\mathrm {H} })_{\odot }} la valeur de ce rapport pour la photosphère solaire.
Comme les fractions massiques sont sensiblement proportionnelles aux fractions atomiques et que l'abondance de l'hydrogène varie peu en valeur relative, l'indice de métallicité est relié au rapport des métallicités de l'objet considéré et du Soleil :
{\displaystyle \mathrm {[M/H]} \simeq \log _{10}{\frac {Z/H}{(Z/H)_{\odot }}}\simeq \log _{10}{\frac {Z}{Z_{\odot }}}}
La métallicité du Soleil est Z☉ = 0,0134.

Pour mémoire, les fractions massiques de l'hydrogène et de l'hélium dans la photosphère solaire sont X☉ = 0,7381 et Y☉ = 0,2485. Un indice [M/H] égal à +1 ou −1 indique une métallicité Z dix fois supérieure ou dix fois inférieure à Z☉.

### Indice [Fe/H]
Pour les objets peu lumineux on connaît souvent mal l'abondance détaillée des différents éléments chimiques. On se base alors sur certains éléments spécifiques, notamment le fer : 
{\displaystyle \mathrm {[Fe/H]} =\log _{10}{\frac {N_{\mathrm {Fe} }/N_{\mathrm {H} }}{(N_{\mathrm {Fe} }/N_{\mathrm {H} })_{\odot }}}\simeq \log _{10}{\frac {N_{\mathrm {Fe} }}{(N_{\mathrm {Fe} })_{\odot }}}}
où l'abondance atomique du fer, {\displaystyle N_{\mathrm {Fe} }}, remplace celle de l'ensemble des métaux, {\displaystyle N_{\mathrm {M} }}.

### Autres indices
Pour discuter plus finement l'importance des différents processus nucléosynthétiques dans l'origine de la matière d'un objet, on fait appel à d'autres indices construits de manière analogue. Pour tout élément X on peut ainsi caractériser son enrichissement (ou appauvrissement) relatif au fer en comparant le rapport de son abondance {\displaystyle N_{\mathrm {X} }} à celle du fer et le même rapport dans la photosphère solaire :
{\displaystyle \mathrm {[X/Fe]} =\log _{10}{\frac {N_{\mathrm {X} }/N_{\mathrm {Fe} }}{(N_{\mathrm {X} }/N_{\mathrm {Fe} })_{\odot }}}}
Par exemple, pour quantifier l'importance relative du processus r on peut utiliser l'indice :
{\displaystyle \mathrm {[Eu/Fe]} =\log _{10}{\frac {N_{\mathrm {Eu} }/N_{\mathrm {Fe} }}{(N_{\mathrm {Eu} }/N_{\mathrm {Fe} })_{\odot }}}}
où {\displaystyle N_{\mathrm {Eu} }} désigne l'abondance atomique de l'europium. Ainsi il a été observé par exemple que dans les Nuages de Magellan les étoiles ayant une faible métallicité sont néanmoins enrichies en europium via le processus r.

## Nucléosynthèse et métallicité
La théorie de formation de l'Univers (Big Bang) indique que l'hydrogène et l'hélium sont apparus, avec quelques métaux légers (notamment le lithium), au cours d'un événement appelé nucléosynthèse primordiale. Tous les autres éléments ont été synthétisés par la suite, essentiellement par nucléosynthèse stellaire, et rejetés dans le milieu interstellaire lors de l'explosion (supernova) par laquelle se termine l'évolution des étoiles de masse initiale supérieure à 9 masses solaires. La métallicité de ce milieu a donc augmenté au fil du temps, au fur et à mesure de la formation et de la destruction des étoiles massives.
La photosphère d'une étoile hérite de la métallicité du milieu (généralement un nuage moléculaire) à partir duquel elle s'est formée. Les étoiles plus anciennes que le Soleil ont ainsi une métallicité moindre, et les étoiles plus récentes une métallicité supérieure. Les étoiles très anciennes (typiquement, d'âge supérieur à 12 Ga), montrent ainsi un indice [Fe/H] inférieur à −2 donc une métallicité inférieure à 1 % de celle du Soleil. On trouve ces étoiles en abondance dans le halo de notre galaxie ainsi que dans ses galaxies naines satellites.
La moitié environ des éléments chimiques plus lourds que le fer sont produits par le processus r, qui nécessite un environnement très riche en neutrons (de l'ordre de 1020 par cm3). Un tel environnement se trouve dans les supernovas, mais aussi pendant la fusion de deux étoiles à neutrons (kilonova). Parmi les étoiles anciennes de très faible métallicité, environ 3 à 5 % sont plus ou moins fortement enrichies en éléments résultant du processus r ([Eu/Fe] > 0, voire > 1). Cet enrichissement est sans doute imputable à des événements de fusion d'étoiles à neutrons, présumés fréquents au tout début de l'évolution des galaxies. Ces événements pourraient en fait être les principaux pourvoyeurs d'éléments issus du processus r, plutôt que les supernovas.

## Population des étoiles en fonction de leur métallicité

### Population I
Les étoiles riches en métaux sont appelées étoiles de population I (« Pop I » en abrégé). 
Ces étoiles sont communes dans les bras des galaxies spirales comme dans notre Galaxie ; le Soleil en est un exemple. 

La métallicité des Pop I est proche de celle du Soleil par opposition aux Pop II qui elles sont pauvres en métaux, jusqu'à un facteur 1 000 ou plus. L'âge des Pop I s'étale entre 0 et 9 milliards d'années environ.

### Population II

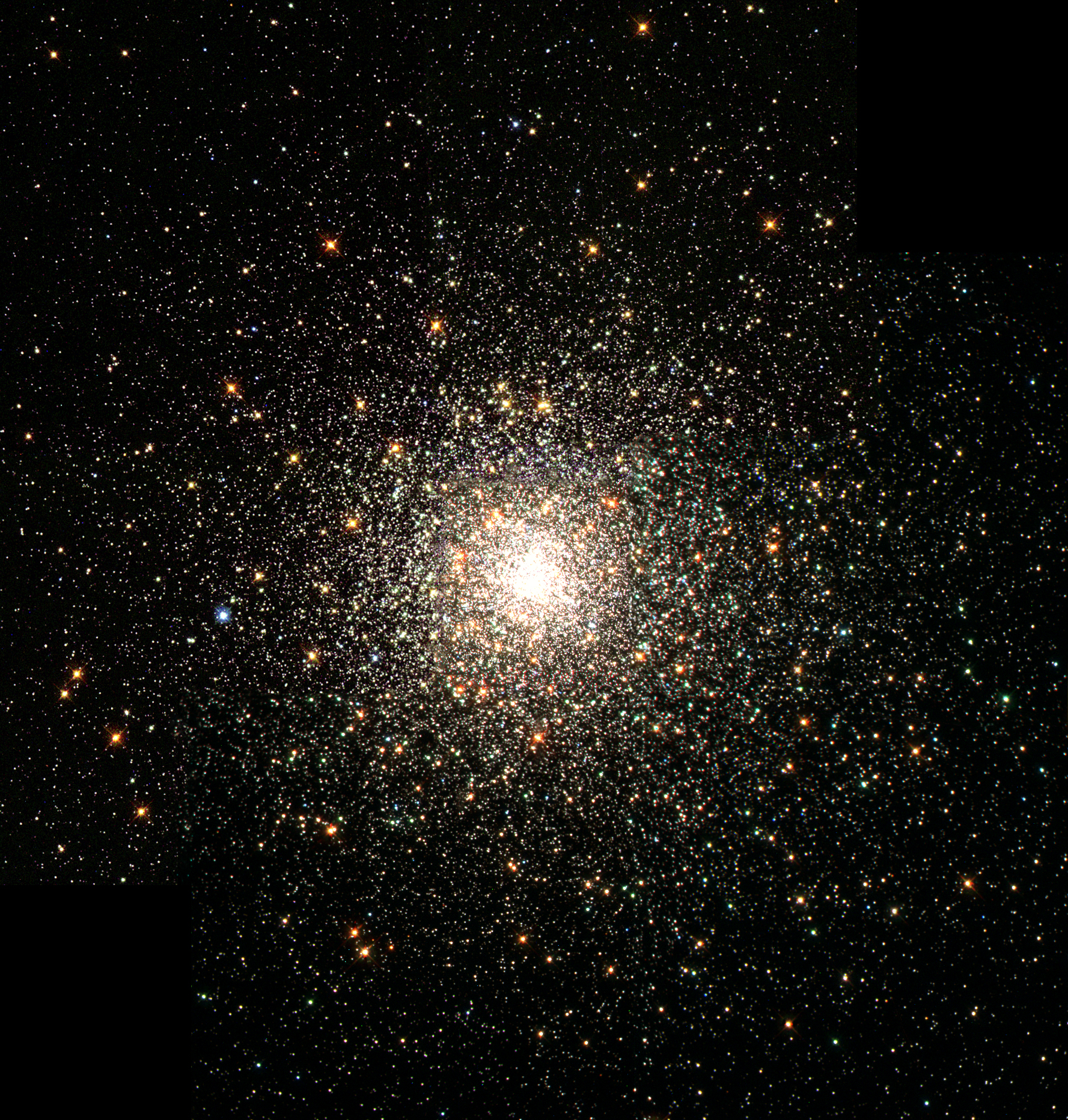
L'amas globulaire M80, constitué principalement d'étoiles de population II.

Les étoiles pauvres en métaux sont appelées étoiles de population II. Elles se trouvent dans les amas globulaires et dans le halo des galaxies, sont généralement très anciennes (plus de 8 milliards d'années) et peuvent être présente dans des galaxies naines comme celle d'Ursa Majora I.
Parmi les étoiles de Population II (du halo de notre galaxie) les plus connues, citons :
- HE 1327-2326 : métallicité [Fe/H] = -5,6, soit plus de 200 000 fois moins que le Soleil ;
- HE 0107-5240 : métallicité [Fe/H] = -5,3 ;
- HE 1523-0901 : métallicité [Fe/H] = -2,95[8].

Parmi les étoiles pauvres en métaux on distingue les catégories suivantes :
- Les étoiles simplement pauvres en métaux (MP pour « Metal Poor ») : -2 ≤ [Fe/H] ≤ -1
- Les étoiles très pauvres en métaux (VMP pour « Very Metal Poor ») : -3 ≤ [Fe/H] ≤ -2
- Les étoiles extrêmement pauvres en métaux (EMP pour « Extremely Metal Poor) ») : -4 ≤ [Fe/H] ≤ -3
- Les étoiles ultra pauvres en métaux (UMP pour « Ultra Metal Poor ») : -5 ≤ [Fe/H] ≤ -4
- Les étoiles hyper pauvres en métaux (HMP pour « Hyper Metal Poor ») : -6 ≤ [Fe/H] ≤ -5

Les études actuelles ont identifié 10 000 étoiles pauvres en métaux au sein de notre galaxie. Des étoiles jusqu'à une distance supérieure à 15 kpc du Soleil ont pu être analysées, distance en deçà de laquelle la population du halo domine. Les théories de formation de la Voie lactée supposent que la métallicité des étoiles à l'intérieur du halo est supérieure à celle des étoiles se trouvant en dehors.
Sur ces 10 000 étoiles, parmi les plus pauvres en métaux (EMP, UMP et HMP), on trouve une sous-catégorie dite des étoiles enrichies en carbone, dites CEMP (pour « Carbon Enhanced Metal Poor »). Pour ces étoiles, typiquement, on a [C/Fe] = 1

### Population III

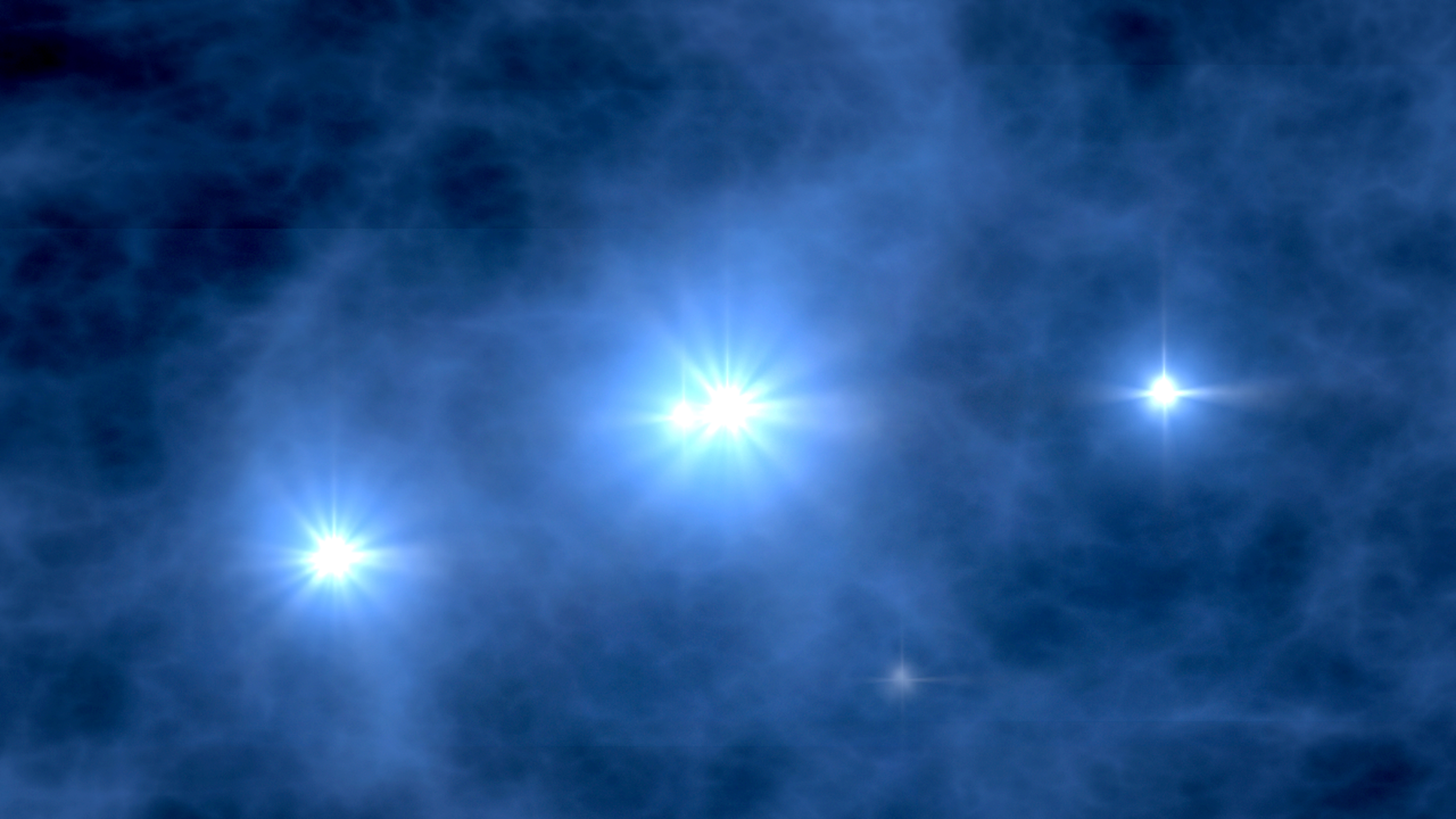
Simulation d'étoiles de population III, 400 millions d'années après le Big Bang.

Actuellement, on recherche toujours des étoiles de population III qui ne seraient composées que d'hydrogène et d'hélium, trahissant ainsi la première formation après le Big Bang. Ces étoiles ont comme particularité d'avoir une métallicité nulle (Z=0, [M/H]=-∞), et possèdent donc un spectre dans lequel seules les raies d'absorption de l'hydrogène et de l'hélium seraient visibles, à l'exclusion de toutes les autres.
Pour le moment, l'étoile la plus déficiente en métaux connue à ce jour (au 18 août 2005) contient environ 200 000 fois moins de « métaux » que le Soleil. Aucune étoile de métallicité zéro n'a été trouvée en date de 2008. Il est probable que ces étoiles furent très massives et donc évoluèrent très rapidement pour disparaître très tôt dans la vie de l'Univers. Les étoiles de population II que nous observons aujourd'hui, témoins d'un passé lointain, ont toutes une masse inférieure à celle du Soleil ce qui leur garantit une durée de vie minimale de l'ordre de l'âge de l'Univers.